# Aéroport de Bajura
Pour les articles homonymes, voir BJU.
L'aéroport de Bajura (code IATA : BJU • code OACI : VNBR) est un aéroport desservant le district de Bajura au Népal.

## Situation
L'aéroport est situé à 1 311 mètres d'altitude.
| \| 100 km1:3 095 000 \| Bajura Bhadrapur Bhâratpur Bhojpur Biratnagar Dhangadhi Dolpa Janakpur Jomsom Jumla Katmandou Lamidanda Lukla Manang Meghauli Nepalganj Phaplu Pokhara Ramechhap Rukumkot Rumjatar Simara Siddharthanagar Simikot Surkhet Talcha Taplejung Thamkharka Tumlingtar Dang |
| 100 km1:3 095 000 |

## Installations
Il possède une piste de 1 311 mètres orientée 09/27 en bitume.

## Compagnies et destinations
| Compagnies      | Destinations               |
| --------------- | -------------------------- |
| Nepal Airlines  | Nepalgunj                  |
| Simrik Airlines | Nepalgunj[réf. nécessaire] |